# Socijaldemokratska stranka (Srbija)
Socijaldemokratska stranka (skraćeno SDS) je politička stranka lijevoga centra u Srbiji. Osnivač i predsjednik stranke je Boris Tadić, bivši predsjednik Srbije i Demokratske stranke. Nastala je izdvajanjem jedne frakcije iz DS-a početkom 2014. godine. Socijaldemokratska stranka prilikom registracije u registru političkih stranaka Republike Srbije, nosila je ime Nova demokratska stranka. Na prvom kongresu 2014. godine ime je promijenila u "Socijaldemokratska stranka".
Članovi stranke su: Boris Tadić, Konstantin Samofalov, Marko Đurišić, Goran Bogdanović, Nenad Konstantinović, Zdravko Stanković, Branka Karavidić, Jelena Trivan.

## Vanjske poveznice
- Socijaldemokratska stranka (službeni sajt)  Arhivirana inačica izvorne stranice od 14. svibnja 2020. (Wayback Machine)